# Generología
La generología es una disciplina que estudia todos los asuntos relacionados con la compleja realidad del género y sus derivados: identidad de género, roles de género, estereotipos de género, asimetría de género, entre otros.

## Perspectiva histórica
Hasta mediados del siglo XX la palabra género no fue apenas utilizada en las ciencias experimentales o sociales. Generalmente se empleaba el vocablo sexo. En las décadas de 1950 y 1960, algunos investigadores, como Money (1955)  o Stoller (1968), la introducen dentro del mundo académico. A su vez, buena parte de los feminismos, de los así llamados de la segunda ola, la incorporan en sus escritos (Nicholson, 1997). Durante la segunda parte de la pasada centuria surgen y se consolidan varios enfoques centrados en las posibles relaciones entre el sexo y el género y sus derivados: identidades sexuales e identidades de género, roles sexuales y roles de género, estereotipos sexuales y estereotipos de género o asimetrías sexuales y asimetrías de género (Deaux, 1985; Delphy, 1993; Unger, 1979).
El enfoque hoy predominante es el de la sustitución del sexo por el género, entendiendo que, por una parte,  este abarca más que aquel y, por otra, no está cargado con tantas connotaciones negativas como el término sexo, sobre todo para las mujeres. De hecho, como pone de manifiesto Haig (2004), se produce un claro declive del término sexo en los títulos de los trabajos científicos, recogidos en las principales bases de datos, a la par que un inexorable aumento del vocablo género. En el polo opuesto, se encontraría un enfoque minoritario, que asume que no está claro por qué se ha de sustituir en todo momento el término sexo por el de género, dado que a veces no se acaban de ver las aportaciones específicas que se puedan hacer desde las investigaciones del género que no se puedan obtener desde los estudios científicos sobre el sexo (Dunnett, 2003). Se hace hincapié en la vaguedad del término y, por tanto, en la dificultad de encontrar su posible utilidad (Glasser y Smith III, 2008  ). Un tercer enfoque asume que el sexo y el género hacen referencia a las mismas realidades, por lo que se pueden utilizar estos vocablos indistintamente (Hughes, 2003). Un cuarto enfoque establece que sexo y género se refieren a realidades distintas, aunque el punto de partida es común a ambas: el morfismo sexual aparente (Fernández, 2000a, 2000b, 2010).

## Perspectiva conceptual
Desde este último enfoque, se entiende que se deba hablar de sexología (la disciplina encargada de estudiar científicamente los asunto del sexo: p.e., identidades, roles, estereotipos y asimetrías sexuales) y de sexólogo (persona especialista en materia de sexo), al igual que de generología (la disciplina encargada de estudiar científicamente los asuntos del género: p.e., identidades, roles, estereotipos y asimetrías de género) y de generólogo (persona especialista en materia de género). Si bien la sexología cuenta con más de 100 años de trabajos centrados en el sexo, aunque con considerables problemas de institucionalización académica (Abranson, 1990; McConaghy, 1999), la generología está tratando de abrirse camino en el mundo académico recientemente, aunque los trabajos más diversos  (provenientes de la psicología, antropología, sociología, historia, filosofía, etcétera) comenzaran a ver la luz hace unos 50 años.

## Relación entre sexología y generología
En cuanto a la relación de estas dos disciplinas también podemos encontrar diversas posturas. Para algunos, no tiene sentido hablar de generología, pues ese campo puede estar perfectamente cubierto por la sexología (la mayoría de los que no ven que el género aporte nada al sexo, salvo tal vez confusión); para otros, la generología está llamada a ocuparse de todos los asuntos que antes eran analizados desde la sexología (la mayoría de los que pretender sustituir el sexo por el género); para un tercer grupo de investigadores, ambas disciplinas debieran ser complementarias (los que asumen que existe la doble realidad del sexo y el género). Un ejemplo prototípico, a la hora de captar la fundamentación empírica de estas posturas, lo constituye la clase de investigaciones centradas en la heterosexualidad y homosexualidad (dianas clave de la sexología), por un lado, y la masculinidad y feminidad (dianas actuales de la generología), por el otro. La cuádruple tipología derivada de la sexología (personas bisexuales, heterosexuales, homosexuales y asexuales) y la cuádruple tipología derivada de la generología (personas andróginas, masculinas, femeninas e indiferenciadas), apenas tienen relación (Fernández et al., 2006a, 2006b). A la luz de estos datos, ¿cuáles serían los núcleos específicos de cada una de estas disciplinas, contempladas como relativamente independientes?